# Viceamtsborgmester
Viceamtsborgmester var betegnelsen for amtsrådenes næstformænd mellem 1970 og 2007. En viceborgmester var også stedfortræder for amtsborgmesteren. Der var to viceamtsborgmestre i hvert amt. 

## Kendte viceamtsborgmestre
- Per Bisgaard, viceamtsborgmester i Viborg Amt, borgmester i Aalestrup 1998-2001, Kommunalbestyrelsesmedlem i Vesthimmerland fra 2006, folketingsmedlem fra 2007.
- Knud Larsen, viceamtsborgmester i Storstrøms Amt 1998-2001, borgmester på Møn 1992-1997 og 2001-2006.
- Bent Normann Olsen, viceamtsborgmester i Storstrøms Amt 1982-1990 og 2002-2004, amtsborgmester 2004-2006, næstformand for Region Sjælland fra 2006.
- Henrik Thorup, viceamtsborgmester i Københavns Amt 2002-2006, 2. næstformand i Region Hovedstaden fra 2006, statsrevisor fra 1998 (næstformand fra 2006), gift med Pia Kjærsgaard.
- Jens Peter Jensen (1922-1993), viceamtsborgmester i Fyns Amt 1970-1978, folketingsmedlem i over 20 år (valgt første gang i 1964), far til udenrigsminister Uffe Ellemann-Jensen og farfar til miljømister Karen Ellemann.
- Jan Boye, viceamtsborgmester i Fyns Amt 1994-2001, amtsborgmester 2002-2006, borgmester i Odense 2006-2009.
- Jørgen Winther, viceamtsborgmester i Århus Amt fra 1994, medlem af det midtjyske regionsråd fra 2010, folketingsmedlem 1988-2007.